# Евгени Зидаров
Евгени Минчев Зидаров е български архитект.

## Биография
Роден на 17 май 1920 г. в село Бяла черква, Търновско.
Започва да учи архитектура през 1939 г. в Технически университет Дрезден, но поради Втората световна война прекъсва следването си в Германия, като по-късно продължава в София и завършва в Държавната политехника 1946 г.
Технически ръководител при строежа на Мавзолея на Георги Димитров (1949). Проектира множество обществени, спортни и здравни сгради, паметници и мемориални комплекси: паметника на Съветската армия в Русе със скулптора Йордан Кръчмаров (1951), паметника Братска могила в Парка на свободата в София с арх. Михаил Милков и скулптора Йордан Кръчмаров (1952), пластично оформяне на т.нар. „Мост на дружбата“ на ул. Граф Игнатиев и бул. Евлоги Георгиев със скулпторите Георги Гергов, Стефан Стоимиров, Иван Блажев и Илия Илиев (1952), пластично оформяне на моста пред стадион „Васил Левски“ със скулпторите Величко Минеков, Младен Миладинов, Иван Блажев, Димитър Даскалов (1952), сградата на Българска телеграфна агенция (БТА) на бул. „Цариградско шосе“ (1960), бар-вариете в курортен комплекс „Слънчев бряг“ с арх. Михаил Соколовски (1963), Национален спортен комплекс в град Тунис (1967), около 16 поликлиники и 6 болници в Либия (1967 – 1978) и др.
Съавтор е на премирани проекти в международни конкурси: за центъра на Берлин (1959), за центъра на град Тунис (1961), за експериментален жилищен район в Москва (1967), за центъра на Карлсруе (1971, автор).
Главен архитект на „Техноекспортстрой“ (1963 – 1977), ръководител на ателие в „Софпроект“ от 1978 г.